# رود چاپاره
رود چاپاره رودی است که به رود ماموره می‌ریزد. این رود از کشور بولیوی در شهرستان کوچوبامبا می‌گذرد.